# Fátima Pinto
Fátima Alexandra Figueira Pinto (Funchal, 16 gennaio 1996) è una calciatrice portoghese, centrocampista dello Sporting Lisbona e della nazionale portoghese.

## Palmarès

### Club
- Campionato portoghese: 3

Atlético Ouriense: 2013-2014
Sporting Lisbona: 2016-2017, 2017-2018
- Coppa del Portogallo femminile: 3

Atlético Ouriense: 2013-2014
Sporting Lisbona: 2016-2017, 2017-2018
- Supercoppa del Portogallo femminile: 2

Sporting Lisbona: 2017, 2024